# Oedipina berlini
Oedipina berlini é uma espécie de anfíbio gimnofiono da família Plethodontidae. Está presente na Costa Rica. A UICN classificou-a como em perigo crítico.